# نیک لیندال
 نیک لیندال (انگلیسی: Nick Lindahl؛ زادهٔ ۳۱ ژوئیهٔ ۱۹۸۸) یک تنیس‌باز اهل استرالیا است.